# Ніхон Кобудо Кьокай
Ніхон Кобудо Кьокай (яп. 日本古武道協会, Nihon Kobudo Kyokai) — японська неурядова організація, створена з метою збереження, розвитку та популяризації традиційних японських бойових мистецтв, відомих під загальною назвою кобудо. Заснована у 1979 році під егідою Ніппон Будокан.

## Історія
Ніхон Кобудо Кьокай була заснована в 1979 році з ініціативи Ніппон Будокан як відповідь на необхідність збереження класичних шкіл бойових мистецтв Японії. Метою організації стало сприяння їхньому вивченню, передачі знань новим поколінням, а також захист від забуття або комерціалізації.

## Діяльність
Організація об'єднує десятки традиційних шкіл (рюха) японських бойових мистецтв, таких як:
- Каторі Шінто-рю
- Кашіма Шінрю
- Хокушін Ітто-рю
- Ягю Сінган-рю
- Хокушін Ітто-рю
- Суйо-рю
- Тенсін Шоден Катторю

Ніхон Кобудо Кьокай організовує:
- щорічні демонстрації (енбу) в Токіо та інших містах;
- семінари для учнів і майстрів;
- сертифікацію викладачів;
- публікації, присвячені традиційним школам.

## Учасники
Станом на 2024 рік до організації входить понад 40 визнаних традиційних шкіл кобудо. Всі школи мають підтверджену історичну спадкоємність та збережені техніки.

## Значення
Ніхон Кобудо Кьокай відіграє ключову роль у збереженні нематеріальної культурної спадщини Японії. Через її діяльність світ отримав можливість познайомитися з автентичними формами бойових мистецтв, що існували ще з епохи самураїв.